# Dai Okada
Dai Okada (岡田 大 Okada Dai?), född 4 januari 1985 i Chiba prefektur, är en japansk fotbollsspelare.
Okada började sin karriär 2005 i Arte Takasaki. Han spelade 70 ligamatcher för klubben. 2012 flyttade han till Fukushima United FC. Han avslutade karriären 2017.